# شانه‌ارغوانی
شانه‌ارغوانی‌ها (نام علمی: Iodopleura) گروهی از پرندگان در یک سرده از پرندگان خانوادهٔ مرغ‌های کدر هستند. به‌طور سنتی در خانواده گوهرمرغان قرار می‌گرفت، اما شواهد قویاً نشان می‌دهد که بهتر است در کدرمرغان جای گیرند، که اکنون توسط SACC قرار داده شده‌است. این پرندگان نسبتاً کوچک و دم‌کوتاه در تاج پوشش جنگل‌های مناطق گرمسیری آمریکای جنوبی یافت می‌شوند. نام آن‌ها اشاره‌ای به پرهای ارغوانی روی شانه و پهلوهای نر است، اما اغلب وقتی بال‌ها بسته می‌شوند، دیده نمی‌شوند و ماده‌ها کاملاً بدون آن هستند.